# Chemnitz
Chemnitz (phiên âm tiếng Việt: Khem-nít), từ 1953 đến 1990 có tên là Karl-Marx-Stadt (Thành phố Karl Marx), với 245.000 dân cư là thành phố lớn thứ ba của tiểu bang Sachsen (thuộc Cộng hòa Liên bang Đức) sau Leipzig và Dresden.

## Di tích

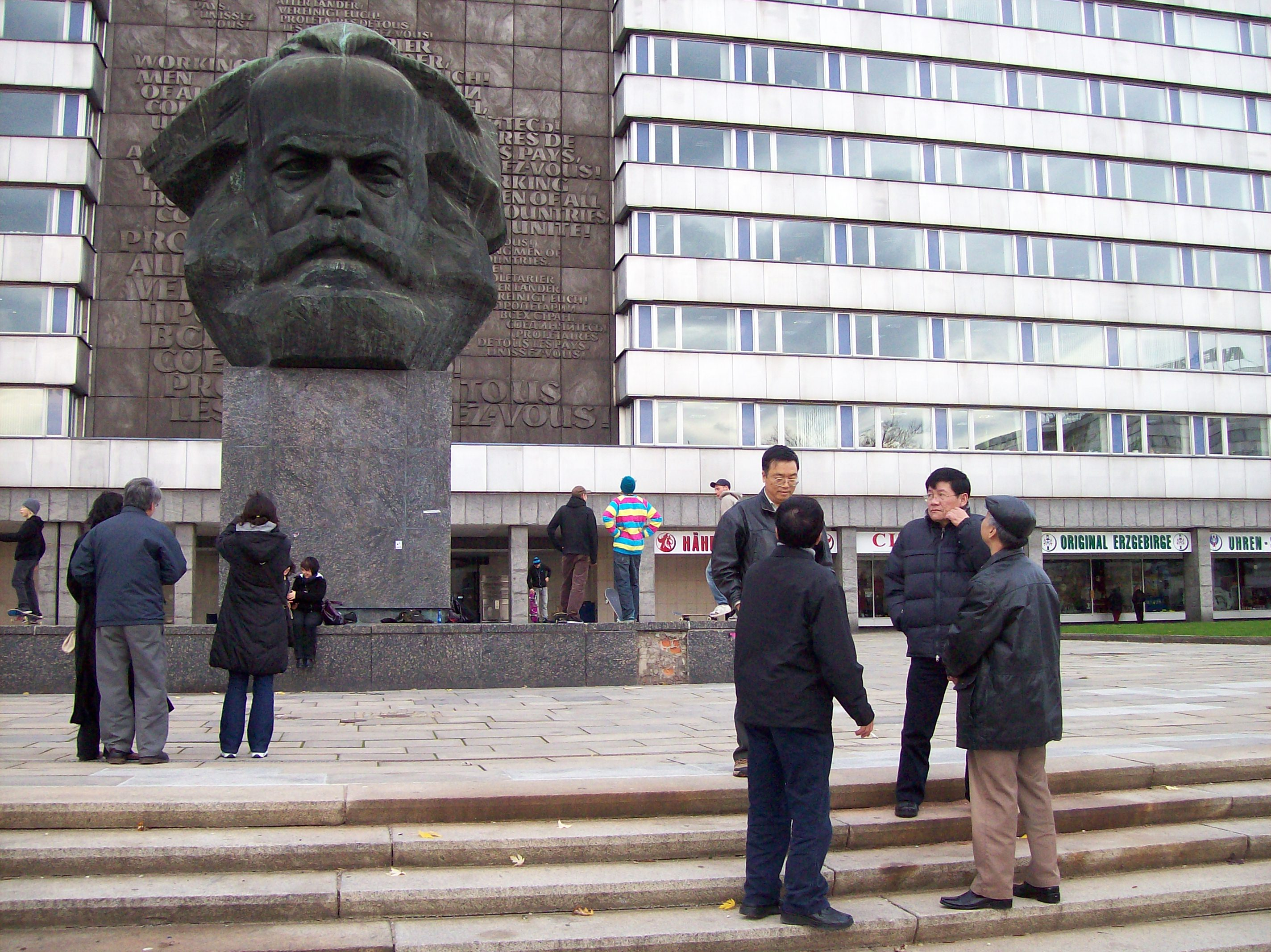
Tượng Karl Marx tại Chemnitz

- Tòa nhà đô chính cũ của Chemnitz, nơi có Tháp chuông và đồng hồ cổ.
- Tượng Karl Marx.
- Bức tường Vô sản toàn thế giới liên hợp lại bằng nhiều thứ tiếng trên thế giới.